# Dominique Dussault
Dominique Dussault (geboren in 1954) is een voormalig Frans zangeres.

## Biografie
Dussault raakte bekend bij het grote publiek door haar deelname namens Monaco aan het Eurovisiesongfestival 1970 in de Nederlandse hoofdstad Amsterdam. Met het nummer Marlène eindigde ze op de achtste plek. Dat jaar zou ze ook Frankrijk vertegenwoordigen op het Songfestival van Knokke. Ze zou in totaal drie albums uitbrengen.
1959: Jacques Pills · 
1960: François Deguelt · 
1961: Colette Deréal · 
1962: François Deguelt · 
1963: Françoise Hardy · 
1964: Romuald · 
1965: Marjorie Noël · 
1966: Tereza · 
1967: Minouche Barelli · 
1968: Line & Willy · 
1969: Jean-Jacques · 
1970: Dominique Dussault · 
1971: Séverine · 
1972: Anne-Marie Godart & Peter McLane · 
1973: Marie · 
1974: Romuald · 
1975: Sophie · 
1976: Mary Christy · 
1977: Michèle Torr · 
1978: Caline & Olivier Toussaint · 
1979: Laurent Vaguener · 
2004: Märyon · 
2005: Lise Darly · 
2006: Séverine Ferrer